# Гедонизм
Гедони́зм (др.-греч. ἡδονή «наслаждение, удовольствие») — аксиологическое учение, согласно которому
удовольствие является высшим благом и смыслом жизни, единственной терминальной ценностью (тогда как все остальные ценности являются инструментальными, то есть средствами достижения удовольствия).
Гедонизм часто отождествляют с утилитаризмом, но между этими доктринами есть различие. Гедонизм есть учение чисто аксиологическое: оно утверждает, что ценно, но не делает предписаний, как должны вести себя люди. Гедонизм сам по себе не является законченной моральной системой, он лишь может служить ценностным основанием для построения таковой.
Утилитаризм есть консеквенциалистское этическое учение, которое даёт конкретные предписания для поведения людей. Утилитаризм утверждает, что правильное общество должно быть организовано так, чтобы действия людей максимально приносили друг другу удовольствие и минимизировали страдание. Гедонизм, в отличие от утилитаризма, допускает и чисто личное, эгоистическое стремление.

## История гедонистических учений

### Гедонизм как чистая философия
Основоположником гедонизма считается древнегреческий философ Аристипп (435—355 гг. до н. э.), ученик и друг Сократа. Аристипп различает два состояния души человека: удовольствие как мягкое, нежное и боль как грубое, порывистое движение души. При этом не делается различия между видами удовольствия, каждое из которых в своей сущности качественно похоже на другое. Путь к счастью, по мнению Аристиппа, лежит в достижении максимального удовольствия, избегая при этом боли. Смысл жизни, по Аристиппу, находится именно в получении физического удовольствия.

Однако наслаждение у Аристиппа и киренаиков в целом — философский принцип, а не просто желание удовольствия. Они не максимизируют удовольствия, а наслаждаются ими; через наслаждение проявляется свобода. А. Ф. Лосев писал по теме:
«Таким образом, принцип киренаиков заключался не просто в наслаждении, но в свободе духа, который всегда наполнен наслаждениями, что бы на него ни действовало, независимо от внутреннего самонаслаждения духа от каких бы то ни было внешних влияний».
Эпикур описывает удовольствие как принцип удавшейся жизни. Удовлетворённость желаний Эпикур считает свободой от неохоты и отвращений. Целью в данном случае является не само удовлетворение, а избавление от страдания и несчастья. Высшим удовольствием и его мерой, согласно Эпикуру, является отсутствие боли и страдания. Поэтому счастье достигается с помощью атараксии — освобождения от боли и беспокойства, умеренным потреблением земных благ.
Во время расцвета абсолютизма гедонизм был одним из отличительных жизненных принципов так называемого галантного века в психологии аристократов XVIII века в Европе, и в особенности во Франции во времена правления Людовика XV. Однако зачастую он понимался вульгарно, как стремление к простейшим удовольствиям, которые в обществе обычно считались признаками аморального поведения. Возвращение серьёзного философского подхода к гедонизму обычно связывают с именем британского юриста и философа Иеремии Бентама. Бентам также является основателем утилитаризма — этической теории, согласно которой общество должно заботиться о максимизации удовольствия своих членов.

### Научная дискуссия вокруг гедонизма
Генри Сиджвик (Henry Sidgwick) в своём описании гедонистических учений ввёл различие между этическим и психологическим гедонизмом. Психологический гедонизм является антропологической гипотезой о стремлении любого человека (независимо от того, является ли он сам идейным гедонистом) увеличить собственные радости. Чисто физиологически единственными мотивами поступков являются перспектива удовлетворения и избегание страданий. В свою очередь, этический гедонизм является нормативной теорией или группой теорий о том, что человек должен стремиться к удовлетворению — или собственному (гедонический эгоизм), или всеобщему (универсальный гедонизм или утилитаризм). Бентам разделял обе формы гедонизма. В частности, как психологический гедонист он писал:

Природа поставила человека под управление двух верховных властителей, страдания и удовольствия. Им одним предоставлено определять, что мы можем делать, и указывать, что мы должны делать. К их престолу привязаны, с одной стороны, образчик хорошего и дурного и, с другой, цель причин и действий.
Таким образом, Сиджвик указал, что по крайней мере одна из форм гедонизма (психологический гедонизм) имеет характер научной гипотезы, которая нуждается в проверке. И здесь возможны были два подхода.
Первый подход научной проверки психологического гедонизма состоит в том, чтобы использовать его как постулат для некоторой более широкой теории поведения людей и проверить, действительно ли они ведут себя так. Наиболее известный пример здесь — работы участников Австрийской экономической школы и других экономистов-маржиналистов: Карла Менгера, Вильфредо Парето, Людвига фон Мизеса и т. д. Эти авторы постулировали, что любой гражданин в своём экономическом поведении стремится к максимизации удовольствия, и именно исходя из этого принимает решения о покупке товара или вступлении в иные товарно-денежные отношения. Австрийская школа совершила революцию в мировой экономической мысли, некоторые её участники (в частности, Фридрих Август фон Хайек) получили Нобелевские премии. Тем не менее до сих пор сохраняются споры, можно ли считать успехи теорий перечисленных авторов доказательством гедонизма, или же они лишь опровергают ограниченный круг альтернативных[уточнить].
Второй подход научной проверки психологического гедонизма состоит в исследовании нейромеханизмов мотивации человека и животных с целью выявления единого стимула любого сознательного поведения. Психологический гедонизм верен, если за любым сознательным поступком всегда лежит один и тот же конечный критерий принятия решения. Наиболее известные аргументы в пользу гедонизма связаны с работой так называемых центров удовольствия. В 1954 году американские физиологи Олдс и Милнер показали, что электростимуляция некоторых центров мозга крыс и мышей может по сути напрямую управлять их поведением. Было показано, что животным нравится стимуляция этих центров, и даже если им самим предоставляется возможность замыкать электроды, они это делают безостановочно, отказываясь от еды и других необходимых действий.
Дальнейшие исследования показали, что найденные учёными центры связаны с выделением таких нейромедиаторов как дофамин, серотонин и норадреналин, но они ответственны скорее за стимуляцию, нежели собственно за удовольствие. Аналогичные опыты на людях показали, что хотя у них и присутствует сильная мотивация стимулировать центры, они испытывают при этом не столько удовольствие, сколько азарт и предвкушение. Однако в мозге были обнаружены другие центры (на этот раз, связанные с работой не катехоламинов (норадреналин и др), а опиоидов). В частности, Берриджем и Смитом было показано, что удовольствие можно надёжно вызывать, воздействуя на опиоидные мю-рецепторы в бледном шаре и прилежащем ядре. Тем не менее, как признают сами авторы, само наличие этих центров тоже мало что доказывает, так как неясен дальнейший каскад событий после раздражения рецепторов.
В 2014 году Виктор Аргонов предложил набор постулатов, подтверждение которых могло бы строго означать научную проверку психологического гедонизма. Он утверждает о необходимости поиска нейрокоррелята удовольствия — нейрофизиологического параметра, максимизация которого однозначно связана с любым волевым поведением. На сегодняшний день такой параметр неизвестен. Ни уровень катехоламинов, ни уровень опиоидов не могут претендовать на роль нейрокоррелята удовольствия. Скорее всего, работа этих нейромедиаторов является лишь промежуточным звеном в механизме появления удовольствия. Помимо нейромедиаторных, существуют и более фундаментальные гипотезы о нейрокорреляте удовольствия. Так, Карл Фристон считает, что поведение может быть сведено к минимизации информационной свободной энергии. Согласно теории Владимира Швыркова, фундаментальной целью работы мозга является снабжение нейронов определёнными метаболитами. Наконец, Сергей Мурик предполагает, что непосредственным нейрокоррелятом удовольствия является уровень поляризации мембран отдельных нейронов. Такое обилие гипотез указывает, что наука пока далека от строгого определения нейрокоррелята удовольствия, если он вообще есть. Тем не менее, работы в этом направлении продолжаются. В итоге, по мнению Аргонова, наука должна найти фундаментальную мотивацию, которую невозможно перепрограммировать никакой модификацией мыслящей структуры. Если такая фундаментальная мотивация существует, то это, вероятно, и стоит считать доказательством психологического гедонизма.

### Гедонизм и футурология
Современная футурология (главным образом, трансгуманисты) считает, что в будущем человек сможет менять структуру своего тела и искусственно изменять психику.
Значительная часть трансгуманистов придерживается гедонистических ценностей и считает, что одним из магистральных направлений дальнейшей автоэволюции биосферы будет повышение счастья человека и, возможно, остальных чувствующих существ. Происходить этот процесс будет с помощью новейших технологий, включая прямое воздействие на мозг.
Наиболее известным представителем гедонистического трансгуманизма является британский философ Дэвид Пирс, автор книги «Гедонистический императив». В ней гедонизм рассматривается как основополагающая нравственная ценность для всей биосферы. Дэвид Пирс является одним из основателей «Аболиционистского общества» (The Abolitionist Society) — группы трансгуманистов, призывающих к прекращению страданий всех чувствующих живых существ посредством использования передовых биотехнологий. Сегодня Пирс призывает к использованию всех доступных средств для этих целей, включая сильнодействующие психотропные препараты. Он является последовательным сторонником легализации наркотиков и владеет рядом доменов со скандальными названиями, например, opioids.com, mdma.net и др.

## Гедонизм и современность
В традиционных обществах имелся недостаток ресурсов, и гедонизм не получил широкого распространения. Даже в Древней Греции, где зародилась эта концепция, она подвергалась критике и рассматривалась философски, а не как примитивный призыв к увеличению потребления удовольствий — см. различные ответвления в учении киренаиков.
В до- и индустриальном обществе удовольствия ограничивались этикой по принципу «делу — время, потехе — час». Затем сформировалась протестантская этика, которая провозглашала рациональное использование богатства как признака религиозной избранности, а не источника получения удовольствий. Наличие даже значительного капитала не означало возможности имманентной праздности.
Однако современный мир в развитых странах не испытывает недостатка ресурсов, а общественная либеральная этика положительно относится к росту потребления. Когда эта тенденция только намечалась, Герберт Маркузе счёл основной чертой современного ему общества утверждение нарциссизма, а Эрих Фромм — становление радикального гедонизма. При этом нарциссизм и гедонизм тесно связаны между собой, являясь проявлениями единого процесса и усиливая друг друга на фоне массовой культуры, нивелирующей значение ценностей, отличных от материальных и от получения примитивных удовольствий животного уровня.
Некогда возникшие в античности теории этического релятивизма и гедонистического аморализма в современности ведут к обесцениванию в социуме общих ценностей как таковых. Индивидуализм ложно понимается как безусловное самооправдание «свободы самовыражения», в чём бы она не заключалась, лишь бы не попадала под юридический запрет. В античности подобный кризис не возник, так как этика получила дальнейшее развитие параллельно со становлением наук и логики как таковой. В современности это может соответствовать культуре, которая основана на научном подходе. С другой стороны, распространение примитивного гедонизма широко также используется с целью получения прибыли, от фастфуда и до порнографии.